# とをしや薬局
とをしや薬局（英: Towoshiya Pharmacy）は、ウエルシア薬局が長野県中信地方を中心に展開するドラッグストアの店舗ブランド。
かつては長野県安曇野市に本社を置く企業であったが、2024年9月1日付でウエルシア薬局へ吸収合併され、同社の店舗ブランドとして引き継いでいる。長野県小売業全般平成26年度売上高ランキング第10位

## 屋号の由来
"とをしや"の"とをし"とは篩（ふるい）のことであり、昔の薬局では必需品であった。漢字で書くと、籭屋であり、江戸時代末期、開業以来の屋号である。現在では「篩（ふるい）となってお客様に良いものを提供する」意として用いられている。カーキ色の外壁と臙脂色の看板が建物の特徴となっており、ほとんどの店舗で調剤施設を併設している。穂高店は全店で唯一、調剤施設のみとなっている。

## 沿革
- 1847年 - 江戸時代末期、弘化4年創業
- 1996年7月23日 - （株）とをしや薬局を設立し、株式会社化
- 2005年5月 - プライバシーマーク（Pマーク）取得
- 2024年6月3日 - ウエルシアホールディングスの完全子会社となる[3]
- 2024年9月1日 - ウエルシア薬局に吸収合併[4]。「とをしや薬局」の屋号はウエルシア薬局が引き継いだ。

## 店舗
2024年現在の店舗数は21。
- 安曇野市:有明店・穂高店 ・矢原店・豊科店・堀金店・三郷店
- 松本市:梓川店・島内店・平田店・村井店・松本庄内店・松本寿店・松本高宮店・蟻ヶ崎店
- 塩尻市:広丘野村店・広丘駅前店・塩尻中学前店・桔梗ヶ原店
- 大町市:大町常盤店
- 北安曇郡:松川店、池田店

詳細な所在地はウエルシアホールディングスの店舗検索ページを参照。